# Allophyes powelli
Allophyes powelli är en fjärilsart som beskrevs av Charles E. Rungs 1952. Allophyes powelli ingår i släktet Allophyes och familjen nattflyn. Inga underarter finns listade i Catalogue of Life.